# Muza (Stadt)
Muza war eine antike Hafenstadt im alten Südarabien an der Küste des Roten Meeres. Es gilt als wahrscheinlich, dass Muza dem heutigen Mokka im Jemen entspricht oder sich zumindest in der Nähe des heutigen Mokka befunden hat.
Dem Periplus Maris Erythraei zufolge war Muza auf der Strecke von Arsinoe (bei Sues) der erste sichere Hafen an der arabischen Küste nach dem mehr als 1000 Seemeilen nördlich gelegenen Leuke Kome. Es war die Hauptstadt der Provinz Mafar unter Holaibos und der wichtigste Hafen an der Ostküste des Roten Meers. Es unterhielt intensive Handelsbeziehungen zum auf afrikanischer Seite gegenüber liegenden Avalites und kontrollierte Azania an der afrikanischen Ostküste für die Sabäer. Es war ein wichtiger Hafen für den Handel mit Indien; Handelsschiffe überquerten von hier aus in direkter Fahrt den Indischen Ozean.